# Ronde van Italië 1924
| Eindklassement      | Eindklassement                                                     | Eindklassement                                                     | Eindklassement |
| ------------------- | ------------------------------------------------------------------ | ------------------------------------------------------------------ | -------------- |
| Algemeen klassement | Giuseppe Enrici                                                    | 143h 43' 37"                                                       |                |
| Tweede              | Federico Gay                                                       | + 58' 21"                                                          |                |
| Derde               | Angiolo Gabrielli                                                  | + 1h 56' 53"                                                       |                |
| Vierde              | Secondo Martinetto                                                 | + 2h 13' 51"                                                       |                |
| Vijfde              | Enea Dal Fiume                                                     | + 2h 19' 00"                                                       |                |
| Zesde               | Gianbattista Gilli                                                 | + 2h 59' 00"                                                       |                |
| Zevende             | Vitaliano Lugli                                                    | + 3h 28' 32"                                                       |                |
| Achtste             | Giovanni Rossignoli                                                | + 3h 29' 08"                                                       |                |
| Negende             | Ottavio Pratesi                                                    | + 4h 03' 00"                                                       |                |
| Tiende              | Alfredo Sivocci                                                    | + 4h 03' 36"                                                       |                |
| (Bel) (Ned)         | In 1924 haalde geen enkele Belg of Nederlander het eindklassement. | In 1924 haalde geen enkele Belg of Nederlander het eindklassement. |                |
| Rode Lantaarn       | Telesforo Benaglia (30e)                                           | + .h ..' .."                                                       |                |
| Ploegenklassement   | ...                                                                | ...h ..' .."                                                       |                |
| Tweede              | ...                                                                | -                                                                  |                |
| Derde               | ...                                                                | -                                                                  |                |

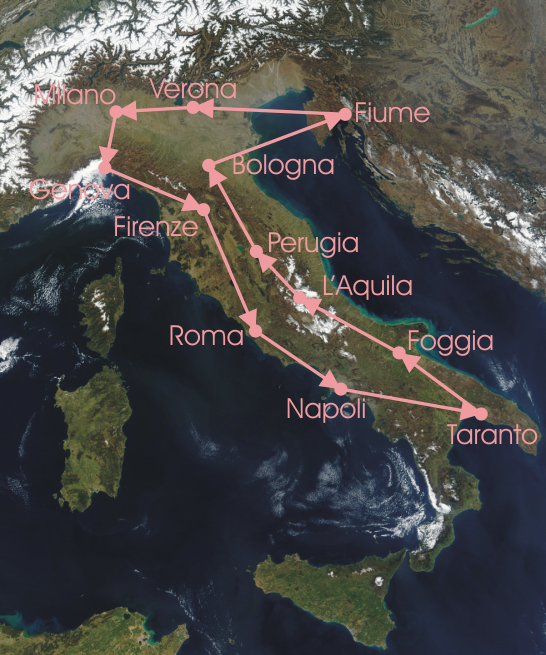
Ronde van Italië 1924

In 1924 ging de 12e Giro d'Italia op 10 mei van start in Milaan. Hij eindigde op 1 juni in Milaan. Er stonden 90 renners verdeeld over .. ploegen aan de start. Hij werd gewonnen door Giuseppe Enrici.
Aantal ritten: 12

Totale afstand: 3613 km

Gemiddelde snelheid: 25,138 km/h

Aantal deelnemers: 90

## Belgische en Nederlandse prestaties
In totaal namen er .. Belgen en .. Nederlanders deel aan de Giro van 1924.

### Belgische etappezeges
- In 1924 was er geen Belgische etappezege.

### Nederlandse etappezeges
- In 1924 was er geen Nederlandse etappezege.

## Etappe uitslagen
| Datum  | Etappe    | Parcours           | Afstand | Eerste                  | Tweede                   | Derde                      | Klassementsleider     |
| ------ | --------- | ------------------ | ------- | ----------------------- | ------------------------ | -------------------------- | --------------------- |
| 10 mei | etappe 1  | Milaan - Genua     | 300 km  | Bartolomeo Aymo (Ita)   | Federico Gay (Ita)       | Guido Messeri (Ita)        | Bartolomeo Aymo (Ita) |
| 12 mei | etappe 2  | Genua - Florence   | 307 km  | Federico Gay (Ita)      | Giuseppe Enrici (Ita)    | Michele Gordini (Ita)      | Bartolomeo Aymo (Ita) |
| 14 mei | etappe 3  | Florence - Rome    | 284 km  | Federico Gay (Ita)      | Enea Dal Fiume (Ita)     | Michele Gordini (Ita)      | Federico Gay (Ita)    |
| 16 mei | etappe 4  | Rome - Napels      | 249 km  | Adriano Zanaga (Ita)    | Federico Gay (Ita)       | Giovanni Trentarossi (Ita) | Federico Gay (Ita)    |
| 18 mei | etappe 5  | Potenza - Tarente  | 265 km  | Federico Gay (Ita)      | Secondo Martinetto (Ita) | Giuseppe Enrici (Ita)      | Federico Gay (Ita)    |
| 20 mei | etappe 6  | Tarente - Foggia   | 230 km  | Federico Gay (Ita)      | Gianbattista Gilli (Ita) | Giuseppe Enrici (Ita)      | Federico Gay (Ita)    |
| 22 mei | etappe 7  | Foggia - L'Aquila  | 304 km  | Giuseppe Enrici (Ita)   | Italo Lugli (Ita)        | Gianbattista Gilli (Ita)   | Giuseppe Enrici (Ita) |
| 24 mei | etappe 8  | L'Aquila - Perugia | 296 km  | Giuseppe Enrici (Ita)   | Enea Dal Fiume (Ita)     | Giovanni Rossignoli (Ita)  | Giuseppe Enrici (Ita) |
| 26 mei | etappe 9  | Perugia - Bologna  | 280 km  | Arturo Ferrario (Ita)   | Giuseppe Enrici (Ita)    | Giovanni Tragella (Ita)    | Giuseppe Enrici (Ita) |
| 28 mei | etappe 10 | Bologna - Rijeka   | 415 km  | Romolo Lazzaretti (Ita) | Alfredo Sivocci (Ita)    | Arturo Ferrario (Ita)      | Giuseppe Enrici (Ita) |
| 30 mei | etappe 11 | Rijeka - Verona    | 366 km  | Arturo Ferrario (Ita)   | Federico Gay (Ita)       | Giovanni Bassi (Ita)       | Giuseppe Enrici (Ita) |
| 1 juni | etappe 12 | Verona - Milaan    | 313 km  | Giovanni Bassi (Ita)    | Federico Gay (Ita)       | Alfredo Sivocci (Ita)      | Giuseppe Enrici (Ita) |

 winnaars · 
roze trui · 
  puntenklassement · 
  bergklassement · 
 jongerenklassement · 
 intergiro · 
 ploegenklassement · 
 strijdlust · 
 zwarte trui
Giro d'Italia Next Gen · Giro Donne · Cima Coppi
 Belgische rozetruidragers · etappewinnaars
 Nederlandse rozetruidragers · etappewinnaars
Mannen:
1909 · 
1910 · 
1911 · 
1912 · 
1913 · 
1914 · 
1919 · 
1920 · 
1921 · 
1922 · 
1923 · 
1924 · 
1925 · 
1926 · 
1927 · 
1928 · 
1929 · 
1930 · 
1931 · 
1932 · 
1933 · 
1934 · 
1935 · 
1936 · 
1937 · 
1938 · 
1939 · 
1940 · 
1946 · 
1947 · 
1948 · 
1949 · 
1950 · 
1951 · 
1952 · 
1953 · 
1954 · 
1955 · 
1956 · 
1957 · 
1958 · 
1959 · 
1960 · 
1961 · 
1962 · 
1963 · 
1964 · 
1965 · 
1966 · 
1967 · 
1968 · 
1969 · 
1970 · 
1971 · 
1972 · 
1973 · 
1974 · 
1975 · 
1976 · 
1977 · 
1978 · 
1979 · 
1980 · 
1981 · 
1982 · 
1983 · 
1984 · 
1985 · 
1986 · 
1987 · 
1988 · 
1989 · 
1990 · 
1991 · 
1992 · 
1993 · 
1994 · 
1995 · 
1996 · 
1997 · 
1998 · 
1999 · 
2000 · 
2001 · 
2002 · 
2003 · 
2004 · 
2005 · 
2006 · 
2007 · 
2008 · 
2009 · 
2010 · 
2011 · 
2012 · 
2013 · 
2014 · 
2015 · 
2016 · 
2017 · 
2018 · 
2019 · 
2020 · 
2021 · 
2022 · 
2023 · 
2024 · 
2025
Vrouwen:
1988 · 
1989 · 
1990 · 
1991 ·
1992 ·
1993 · 
1994 · 
1995 · 
1996 · 
1997 · 
1998 · 
1999 · 
2000 · 
2001 · 
2002 · 
2003 · 
2004 · 
2005 · 
2006 · 
2007 · 
2008 · 
2009 · 
2010 · 
2011 · 
2012 ·
2013 · 
2014 ·
2015 ·
2016 ·
2017 ·
2018 ·
2019 ·
2020 ·
2021 ·
2022 ·
2023 ·
2024 ·
2025